# 성동초등학교 (서울)
성동초등학교(城東初等學校)는 대한민국 서울특별시 광진구에 있는 사립 초등학교이다.

## 학교 연혁
- 1967년 3월 20일 : 개교

## 참고 자료
- 성동초등학교 - 한국교육학술정보원 학교알리미